# Herbert Wildman
Herbert Henry Wildman (6. september 1912 – 13. oktober 1989) var en amerikansk vandpolospiller som deltog i de olympiske lege 1932 i Los Angeles og 1936 i Berlin.
Wildman vandt en bronzemedalje i vandpolo under OL 1932 i Los Angeles. Han var målmand på det amerikanske hold som kom på en tredjeplads efter Ungarn og Tyskland. Han spillede med i alle fire kampe som målmand.
Fire år senere, under OL 1936 i Berlin, var han målmand på det amerikanske vandpolohold som blev slået ud efter den indledende runde, hvor han spillede med i alle to kampe.